# Finollosa d'Exarc
Finollosa d'Exarc (aragonès) Hinojosa del Jarque (castellà) és un municipi d'Aragó, situat a la província de Terol i enquadrat a la comarca de la Conques Mineres.